# Rocky Carroll

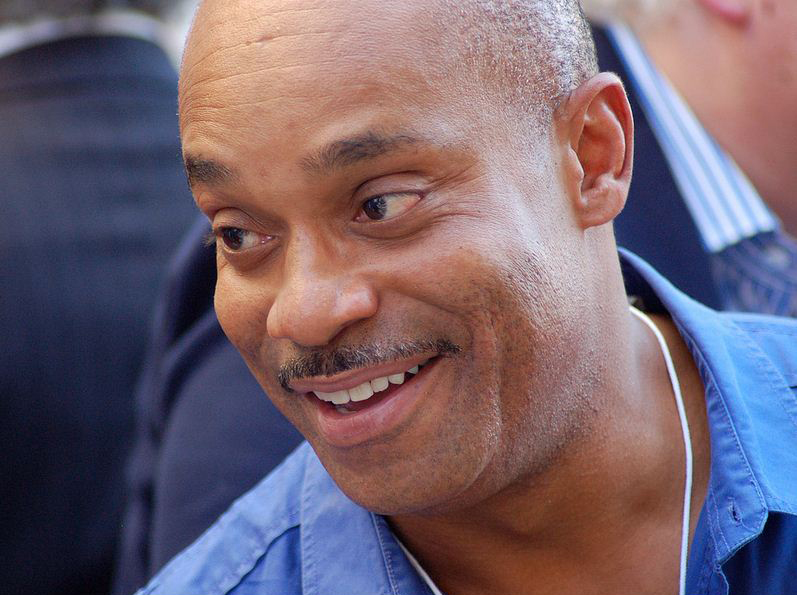
Rocky Carroll, Oktober 2012

Rocky Carroll, eigentlich Roscoe Fulton Carroll, (* 8. Juli 1963 in Cincinnati, Ohio) ist ein US-amerikanischer Schauspieler.

## Leben
1981 schloss er die „School for the Creative and Performing Arts“ ab und er entschloss sich seine Schauspielerfahrung zu vertiefen. Nachdem er die Webster University, Conservatory of Theatre Arts in St. Louis mit dem BFA-Grad abgeschlossen hat, zog er nach New York. Dort wirkte er in Joseph Papps „Shakespeare on Broadway“ mit. Als Mitglied der Serie Joe Papps Shakespeare half er die Tore für Afroamerikaner zu öffnen, indem er Rollen verkörperte, die selten von afroamerikanischen Schauspielern gespielt wurden. Aufgrund seiner Wurzeln im Theater spielt er weiterhin aktiv in Theaterstücken mit. Später entschloss er sich, zum Fernsehen und Kino zu gehen. So hat er eine Hauptrolle als Dr. Keith Wilkes in der Fernsehserie Chicago Hope. Dort spielte er bereits mit Lauren Holly und Mark Harmon zusammen, die beide nachher bei Navy CIS zu sehen waren. Er selber kam erst im Laufe der fünften Staffel zu Navy CIS als stellvertretender Direktor Leon Vance (und später der Nachfolger von Lauren Holly als Direktor). Ab der zwölften Staffel führte er bei einigen Folgen Regie. Auch in den Navy-CIS-Spin-offs Navy CIS: L.A. und Navy CIS: New Orleans ist er als Direktor zu sehen.

## Filmografie (Auswahl)
Filme
- 1989: Geboren am 4. Juli (Born on the Fourth of July)
- 1994: Highway Heat (The Chase)
- 1995: Crimson Tide – In tiefster Gefahr (Crimson Tide)
- 1996: Great White Hype – Eine K.O.Mödie (The Great White Hype)
- 1999: Best Laid Plans
- 2008: Der Ja-Sager (Yes Man)

Fernsehserien
- 1990: Law & Order (Folge 1x01)
- 1997: Allein gegen die Zukunft (Folge 2x15)
- 1996–2000: Chicago Hope – Endstation Hoffnung (Chicago Hope, 96 Folgen)
- 2001–2003: The Agency – Im Fadenkreuz der C.I.A. (The Agency)
- 2004: Emergency Room – Die Notaufnahme (ER, Folge 10x17)
- 2004: Boston Legal (Folge 1x10)
- 2007: Grey’s Anatomy (Folge 4x05)
- seit 2007: Navy CIS (NCIS)
- 2009–2011, 2014: Navy CIS: L.A. (NCIS: Los Angeles, 10 Folgen)
- 2014: Navy CIS: New Orleans (NCIS: New Orleans)